# 阿閉国見
阿閉 国見（あえ の くにみ、生没年不詳）は、日本古代の5世紀後半の 豪族。姓は臣。名は磯特牛（しことい）とも伝わっている。

## 経歴
『日本書紀』巻第四、及び『新撰姓氏録』によると、阿閉氏は阿倍氏・膳氏同様、孝元天皇の皇子、大彦命の子孫にあたる。
雄略天皇3年（推定459年）、国見は廬城部武彦が伊勢斎宮である稚足姫皇女を犯して妊娠させたというデマを流した。これが原因で、武彦は禍が一家に降りかかることを恐れた父の枳莒喩（きこゆ）によって殺され、皇女は自害した。皇女の体を解剖した結果、これが嘘だと分かり、二人の冤罪は晴れたが、息子を失った枳莒喩は国見の命を付け狙うようになり、国見は石上神宮(いそのかみじんぐう、天理市鎮座)へ逃げ込んだ。その後、どうなったのかは記されてはいない。
神社に助けを求めて逃げ込む例としては、『書紀』巻第十一の隼別皇子と雌鳥皇女が仁徳天皇の派遣した軍に追われた際に、伊勢神宮へ逃亡しようとしたことや、『続日本紀』巻第二十六にある藤原仲麻呂の乱後の765年（天平神護元年8月）に舎人親王の孫である和気王が称徳天皇の後継の皇位につくことを望んで紀朝臣益女にまじないを頼み、発覚して率河社（いさかわのやしろ、大和国添上郡率川坐大神御子神社三座）に隠れたことなどがある。しかし、いずれの場合も未遂に終わったり、逮捕されたりしている。